# Eo biển Irbe

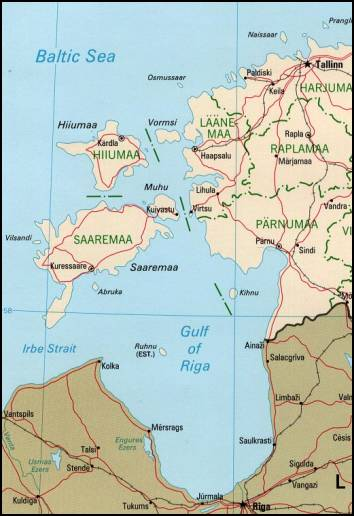
Vịnh Riga, với Eo biển Irbe ở phía trái

Eo biển Irbe, cũng gọi là Eo biển Irben (tiếng Estonia: Kura kurk; tiếng Latvia: Irbes jūras šaurums) là eo biển nằm giữa bán đảo Sõrve ở mũi cực nam của đảo Saaremaa thuộc Estonia và Cape Kolke của bán đảo Courland thuộc Latvia. Eo biển này là lối ra chính của Vịnh Riga nối với biển Baltic.
Ở điểm hẹp nhất, vịnh này rộng 27 km. Người ta đã nạo vét một kênh cho tàu lớn lưu thông dọc theo bờ phía nam của eo biển này.